# Elisa Acuña
Pour les articles homonymes, voir Acuña.
Elisa Acuña Rosetti est née le 8 octobre 1872 et morte le 12 décembre 1946  est une anarchiste et enseignante mexicaine, féministe et journaliste, révolutionnaire et dirigeante des Missions culturelles mexicaines contre l'analphabétisme.

## Biographie

### Jeunesse
María Elisa Brígida Lucía Acuña Rosetti est née le 8 octobre 1887 à Mineral del Monte, Hidalgo, Mexique. Ces parents sont Antonio Acuña et Mauricia Rosete. Bien que plusieurs formes de son nom apparaissent dans les écrits (Rosseti, Rossetti, Acuña y Rossetti ou Rosete) elle signe son nom comme Elisa Acuña Rosseti. 
À l'âge de 13 ans, elle commence à enseigner la lecture, l'écriture, l'arithmétique, l'histoire nationale, la pédagogie et le dessin dans les écoles rurales de la région. Elle est témoin de beaucoup de pauvreté et de discrimination, ce qui a eu un effet profond sur son développement.

### Radicalisme prérévolutionnaire
En 1900, elle obtient son diplôme d'enseignante et l'année suivante, elle rejoint le Club libéral Ponciano Arriaga créé par Camilo Arriaga. Les membres du club sont d'ardents défenseurs des frères Flores Magón,  Ricardo et Enrique, journalistes anarchistes et fondateurs du Parti libéral mexicain. Les frères sont impressionnés par Acuña et l'invitent à siéger au conseil d'administration du club Ponciano Arriaga.
En 1901, elle participe au premier Club Liberal Ponciano Arriaga, organisé pour attaquer le gouvernement de Porfirio Díaz, et aide Juana Belén Gutiérrez de Mendoza à fonder le journal Vésper. Les articles publiés dans ce journal attaquent l'Église catholique, défendent les mineurs et les ouvriers et critiquent le public mexicain, ainsi que Díaz, pour leur complaisance à accepter la dictature.
En 1903, Acuña, Gutiérrez de Mendoza et Maria del Refugio Vélez, en espagnol : María del Refugio Vélez, forment la direction du Partido Liberal Mexicano (PLM) et signent le 23 février un "Manifeste à la nation du Club libéral Ponciano Arriaga" rédigé par Camilo Arriaga, qui préconise la création d'autres clubs libéraux et de clubs anti-réélectionnistes.
Acuña, Arriaga, Gutiérrez de Mendoza, les frères Flores Magon et Juan Sarabia sont arrêtés en 1903 et enfermés dans la prison de Belén et Vésper et d'autres journaux sont confisqués. En prison, Acuña rencontre Dolores Jiménez y Muro et Inés Malváez avec lesquelles elle rédige accompagnée de Gutiérrez de Mendoza et depuis la prison, un journal appelé Fiat Lux. Leur emprisonnement suscite des protestations de la part de leurs partisans et après trois ans, elles sont libérées et déportées. Acuña, Gutiérrez de Mendoza et Arriaga s'enfuient à San Antonio, au Texas, pour rétablir Vésper avec le soutien de Francisco I. Madero. En coopération avec Sara Estela Ramírez (en), Acuña, Gutiérrez de Mendoza et Jiménez y Muro publient des articles féministes et font la promotion de l'idéologie du Parti libéral mexicain (PLM),.
En 1907, Acuña, Gutiérrez de Mendoza et Jiménez y Muro fondent Las hijas del Anáhuac (en) (Las hijas del Anáhuac (es), Les filles d'Anahuac), un groupe d'environ trois cents femmes libertaires qui revendiquent l'amélioration des conditions de travail des femmes et prônent les grèves ouvrières. La même année, elle rejoint la direction du Parti libéral mexicain (PLM). En 1908, elle fonde, avec Gutiérrez de Mendoza, José Edilberto Pinelo et Jiménez y Muro, une organisation ouvrière à Mexico appelée Socialisme mexicain. Elles continuent à publier le journal Fiat Lux, en tant que voix d'une organisation appelée la Société mutuelle des femmes. Ces activités et une tentative de rébellion manquée par les partisans d'Arriaga aboutissent à l'arrestation d'Acuña, Gutiérrez de Mendoza, Jiménez y Muro et María Dolores Malváes et à leur emprisonnement dans la forteresse de San Juan de Ulúa, dans le golfe du Mexique.

### Radicalisme révolutionnaire
En avril 1910, Acuña participe à l'organisation de la Grande Convention nationale indépendante, qui se tient à Mexico pour annoncer la candidature de Madero à la présidence du Mexique et qui marque le début de la révolution mexicaine. La même année, elle soutient le Club Femenil Antirreeleccionista Hijas de Cuauhtémoc (Club des femmes antiréflexionnistes : Filles de Cuauhtémoc), fondé par Jiménez y Muro et d'autres et fonde le journal La Guillotina, qui fait partie de la presse radicale. Entre 1911 et 1912, elle prend ses distances avec les frères Flores Magón et soutient Arriaga lorsque leur division idéologique rompt l'ancienne alliance. En mars 1911, elle soutient le Complot de Tacubaya d'Arriaga visant à renverser Porfirio Díaz.
Après que Francisco León de la Barra a assumé la présidence par intérim, Acuña, Gutiérrez de Mendoza et Jiménez Wall, entre autres, organisent les "Amis du peuple" et commencent à réclamer le droit de vote pour les femmes. Elles organisent une manifestation en juin 1911 dans le quartier de Santa Julia, mais les troupes répriment la manifestation, tuant neuf participantes. 
Elle est une fervente partisane de Madero, mais lorsqu'il est tué par le coup d'État de Victoriano Huerta, elle utilise La Guillotina pour dénoncer la trahison de Huerta.
Avec d'autres membres de la presse radicale, elle fuit brièvement le Mexique, mais revient pour rejoindre l'équipe de propagande d'Emiliano Zapata à Puebla. Elle est bientôt nommée chef de la propagande et commence à assurer la liaison entre les partisans de Zapata et ceux de Venustiano Carranza. 
En 1914, elle crée avec Gutiérrez de Mendoza La Reforma, le premier journal mexicain à promouvoir la cause des peuples indigènes.

### Carrière post-révolutionnaire
Après la révolution, elle a travaillé avec le Conseil international des femmes et la Pan-American Conference of Women. 
En 1927, Acuña dirige la sixième mission culturelle ("Croisade contre l'analphabétisme") du Secrétariat à l'éducation publique (SEP). Le programme a mis en place sept missions sociales au service des communautés indigènes dans les États d'Aguascalientes, de San Luis Potosí et de Zacatecas.

### Mort
Elisa Acuña décède le 12 décembre 1946  à Mexico. 

### Hommages
Le 16 novembre 2010, à l'occasion du centenaire de la révolution mexicaine, sa dépouille est transférée du Pateón de Dolores à Mexico, où elle était enterrée, à la Rotonda de los Hidalguenses Ilustres à Pachuca, dans l'État d'Hidalgo, au Mexique.